# کمر (شهر)
کمر (به ترکی استانبولی: Kemer) شهری است در کشور ترکیه که در استان آنتالیا واقع شده‌است. جمعیت این شهر بر اساس سرشماری سال ۲۰۰۸ میلادی ۱۹٬۳۴۲ نفر و بر اساس برآوردهای سال ۲۰۰۹ میلادی ۲۲٬۴۲۱ نفر می‌باشد.